# 니자시
니자시(일본어: 新座市)는 일본 사이타마현 남부에 있는 시이다. 비교적 새로운 시로 최근에 급속히 발전했으며, 주택 지역으로의 개발이 진행되는 한편 출판과 유통업을 중심으로 공장들도 많다.

## 지리
거의 대부분이 무사시노 대지에 위치한다. 야나세강이 시의 서부를, 구로메강이 시의 동부를 흐른다. 하천 근처에는 비탈이 많다.

## 역사
- 758년 - 나라 조정(奈良朝廷)은 신라의 승려 32명, 아마 2명, 남자 19명, 여자 21명을 무사시국으로 이주시켜 시라기군(新羅郡)을 두었다. 이후 니쿠라군(新座郡)으로 개칭되었다.[1]
- 1875년 4월 8일 - 10개 촌이 합쳐져 가타야마촌이 성립하였다.
- 1889년 4월 1일 - 정촌제 시행으로 니자군 오와다정과 4개 촌이 합쳐져 오와다정이 성립하였다.
- 1896년 3월 29일 - 니자군이 폐지되어 기타아다치군에 편입되었다.
- 1955년 3월 1일 - 오와다정, 가타야마촌이 합병해 니자정이 성립하였다.
- 1970년 11월 1일 - 시로 승격하여 니자시가 되었다.
- 2003년 4월 7일 - 애니메이션 우주소년 아톰의 캐릭터 아톰이 시민으로 등록되었다.

## 교통

### 철도
- 도부 철도 도조 본선
- 동일본 여객철도 무사시노선

### 도로
- 간에쓰 자동차도
- 국도 제254호선(일본어판)
- 국도 제463호선

## 인구
| 연도 | 인구    | ±%      |
| ---- | ------- | ------- |
| 1920 | 6,656   | —       |
| 1930 | 7,095   | +6.6%   |
| 1940 | 8,062   | +13.6%  |
| 1950 | 11,059  | +37.2%  |
| 1960 | 14,401  | +30.2%  |
| 1970 | 77,704  | +439.6% |
| 1980 | 119,309 | +53.5%  |
| 1990 | 138,919 | +16.4%  |
| 2000 | 149,511 | +7.6%   |
| 2010 | 158,765 | +6.2%   |